# Göda
Göda (szorb nyelven Hodźij) település Németországban, azon belül Szászország tartományban. Lakosainak száma 2966 fő (2023. december 31.). Göda Bautzen, Radibor, Neschwitz, Puschwitz, Crostwitz, Panschwitz-Kuckau, Burkau, Demitz-Thumitz és Doberschau-Gaußig községekkel határos.

## Népesség
A település népességének változása:
| Lakosok száma | 3074 | 3067 | 2972 | 2988 | 2966 |
|               | 2017 | 2019 | 2021 | 2022 | 2023 |